# Кубок Болгарії з футболу 1984—1985
Кубок Болгарії з футболу 1984—1985 — 45-й розіграш кубкового футбольного турніру в Болгарії. Титул здобув ЦСКА Септемврійско знаме.

## Перший раунд
| Команда 1                     | Заг.    | Команда 2                           | 1-й матч | 2-й матч |
| ----------------------------- | ------- | ----------------------------------- | -------- | -------- |
| Локомотив (Софія)             | 7:2     | Спартак (Пловдив)                   | 6:0      | 1:2      |
| Славія (Софія)                | 6:2     | Осьм (Ловеч)                        | 4:1      | 2:1      |
| Пирин (Благоєвград)           | 2:3     | Локомотив (Пловдив)                 | 2:0      | 0:3      |
| Добруджа (Толбухін)           | 3:5     | Шумен                               | 1:1      | 2:4      |
| Міньор (Перник)               | 3:5     | Дунав (Русе)                        | 3:1      | 0:4      |
| Лудогорець (Разград)          | 2:1     | Академік (Свиштов)                  | 2:1      | 0:0      |
| Етир (Велико-Тирново)         | 15:3    | Червена Звезда (Дулово)             | 11:2     | 4:1      |
| Янтра (Габрово)               | 3:6     | Черно море (Варна)                  | 3:2      | 0:4      |
| Хасково                       | 7:2     | Червено знаме (Павликени)           | 4:1      | 3:1      |
| Чирпан                        | 4:3     | Локомотив (Русе)                    | 3:1      | 1:2      |
| Беласиця (Петрич)             | 3:4     | Арда (Кирджалі)                     | 3:1      | 0:3      |
| Спартак (Плевен)              | 6:2     | Светкавиця (Тирговиште)             | 4:0      | 2:2      |
| Вихрен (Санданський)          | 5:3     | Ботев (Враца)                       | 3:1      | 2:2      |
| Нафтохімік (Бургас)           | 6:4     | Загорец (Нова Загора)               | 2:1      | 4:3      |
| Чорноморець (Бургас)          | 5:0     | Слинчев Бряг (Несебир)              | 3:0      | 2:0      |
| Кремиковці (Софія)            | 4:2     | Септемврійська слава (Михайловград) | 4:0      | 0:2      |
| Пирин (Гоце Делчев)           | 4:4 (ч) | Марек (Станке Димитров)             | 3:2      | 1:2      |
| Преслав (Великий Преслав)     | 2:4     | Рілскі партизанин (Ріла)            | 2:0      | 0:4      |
| Локомотив (Горішня Оряховиця) | 2:6     | Берое (Стара Загора)                | 1:2      | 1:4      |
| Хеброс (Харманли)             | 4:2     | Хемус (Троян)                       | 1:0      | 3:2      |
| Спортіст (Генерал-Тошево)     | 2:3     | Балкан (Ботевград)                  | 0:0      | 2:3      |
| Розова долина (Казанлик)      | 2:1     | Каліакра (Каварна)                  | 2:1      | 0:0      |
| Червено знаме (Кубрат)        | 5:9     | ЖСК-Спартак (Варна)                 | 3:4      | 2:5      |
| Димитровград                  | 5:2     | Велбадж (Кюстендил)                 | 4:0      | 1:2      |

## Другий раунд
| Команда 1                | Заг.    | Команда 2               | 1-й матч | 2-й матч |
| ------------------------ | ------- | ----------------------- | -------- | -------- |
| Димитровград             | 3:3 (ч) | Локомотив (Софія)       | 2:3      | 1:0      |
| Рілскі партизанин (Ріла) | 3:5     | Чорноморець (Бургас)    | 2:2      | 1:3      |
| Лудогорець (Разград)     | 2:3     | Чирпан                  | 1:0      | 1:3      |
| Дунав (Русе)             | 1:2     | Марек (Станке Димитров) | 0:0      | 1:2      |
| Черно море (Варна)       | 3:2     | ЖСК-Спартак (Варна)     | 1:2      | 2:0      |
| Хеброс (Харманли)        | 2:1     | Арда (Кирджалі)         | 2:0      | 0:1      |
| Розова долина (Казанлик) | 0:2     | Берое (Стара Загора)    | 0:0      | 0:2      |
| Локомотив (Пловдив)      | 4:2     | Балкан (Ботевград)      | 3:0      | 1:2      |
| Хасково                  | 2:4     | Шумен                   | 2:0      | 0:4      |
| Кремиковці (Софія)       | 2:5     | Нафтохімік (Бургас)     | 1:1      | 1:4      |
| Славія (Софія)           | 4:11    | Спартак (Плевен)        | 1:4      | 3:7      |
| Етир (Велико-Тирново)    | 4:3     | Вихрен (Санданський)    | 3:1      | 1:2      |

## 1/8 фіналу
| Команда 1               | Заг. | Команда 2                        | 1-й матч | 2-й матч |
| ----------------------- | ---- | -------------------------------- | -------- | -------- |
| Локомотив (Софія)       | 2:3  | Локомотив (Пловдив)              | 1:2      | 1:1      |
| Чорноморець (Бургас)    | 3:4  | ЦСКА Септемврійско знаме (Софія) | 1:1      | 2:3      |
| Спартак (Плевен)        | 1:2  | Чирпан                           | 0:0      | 1:2      |
| Марек (Станке Димитров) | 1:2  | Етир (Велико-Тирново)            | 1:1      | 0:1      |
| Хеброс (Харманли)       | 3:6  | Левські-Спартак (Софія)          | 1:2      | 2:4      |
| Берое (Стара Загора)    | 0:2  | Черно море (Варна)               | 0:0      | 0:2      |
| Тракія (Пловдив)        | 7:0  | Шумен                            | 5:0      | 2:0      |
| Сливен                  | 6:2  | Нафтохімік (Бургас)              | 4:1      | 2:1      |

## 1/4 фіналу
| Команда 1             | Заг.    | Команда 2                        | 1-й матч | 2-й матч |
| --------------------- | ------- | -------------------------------- | -------- | -------- |
| Чирпан                | 0:9     | ЦСКА Септемврійско знаме (Софія) | 0:4      | 0:5      |
| Етир (Велико-Тирново) | 2:4     | Левські-Спартак (Софія)          | 2:2      | 0:2      |
| Черно море (Варна)    | 0:2     | Тракія (Пловдив)                 | 5:2      | 1:6      |
| Локомотив (Пловдив)   | 4:4 (ч) | Сливен                           | 1:1      | 3:3      |

## 1/2 фіналу
| Команда 1               | Заг. | Команда 2                        | 1-й матч | 2-й матч |
| ----------------------- | ---- | -------------------------------- | -------- | -------- |
| Локомотив (Пловдив)     | 3:6  | ЦСКА Септемврійско знаме (Софія) | 0:4      | 3:2      |
| Левські-Спартак (Софія) | 5:2  | Тракія (Пловдив)                 | 3:2      | 2:0      |

## Матч за третє місце
| Команда 1        | Рахунок | Команда 2           |
| ---------------- | ------- | ------------------- |
| Тракія (Пловдив) | 2:1     | Локомотив (Пловдив) |

## Фінал
Внаслідок сутички між командами матч був перерваний на декілька хвилин. Після вручення червоних карток Емілю Спасову та Костадину Янчеву гра відновилась, і матч завершився на користь ЦСКА з рахунком 2:1. В підсумку Болгарська федерація футболу анулювала цей фінал, і за рішенням секретаріату Центрального комітету Болгарської комуністичної партії титул у ЦСКА був відібраний, а обидва клуби-фіналісти були розпущені. Із наступного сезону на їх місці з'явились клуби «Средец» та «Вітоша». У 1990 році ЦСКА повернули титул володаря Кубка Болгарії сезону 1984/1985.
| 2 травня 1985 |

| ЦСКА Септемврійско знаме (Софія) | 2:1      | Левські-Спартак (Софія) |
| -------------------------------- | -------- | ----------------------- |
| Славков 26' Войнов 53'           | Протокол | Сіраков 69' (пен.)      |

| «Васил Левський», Софія Глядачів: 35 000 Арбітр: Ахмед Яшаров |